# سييد شوشينسكي
سييد شوشينسكي - (الاسم الحقيقي مير موحسون أغا سييد إبراهيم أوغلو) (بالأذرية: Seyid Şuşinski) مطرب ومغني أذربيجاني، ممثل مدرسة شوشا الصوتية، أتباع الفنه جبار كرياجديوغلو. 

## حياته وإبداعه
ولد سييد شوشينسكي في قرية حوراديز لمقاطعة فضولي في 1889.
اعتبره جبار كرياجديوغلو سييد شوشينسكي «لؤلؤة الموسيقى الشرقية».
تعلم سييد شوشينسكي أسرار الفن الصوتي من مير موحسين نواب، ثم واصل تعليمه مع جبار كرياجديوغلو.
هو عازف ماهر  مقام جهاركاه ألتي يعتبر والتي تعتبر صعبة للغاية بالنسبة للمطربين.
جنبا إلى جنب مع ذلك عازف ماهر  مقام "ماهور"، ناوى"، "أرازباري"، "حييراتي".
رجع سيد شوشينسكي إلى الغزليات حافظ الشيرازي، فضولي، سييد عزيم شيرفاني، وكذلك قصائد
حسين جافيد، ميرزى علي أكبر صابير.
توفي سييد شوشينسكي في 20 أبريل، عام 1944 في باكو، من عمره 76 سنة.

## وسام

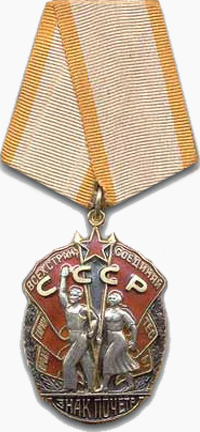

وسام شارة الشرف

## وصلات خارجية
https://www.youtube.com/watch?v=34uxqbL95zY
https://www.youtube.com/watch?v=gLfXh7zncSQ
https://www.youtube.com/watch?v=82J4LdhFMBY